# Heli Koivula
Heli Maarit Koivula-Kruger (Kauhajoki, 27 giugno 1975) è un'ex triplista e lunghista finlandese.

## Palmarès
| Anno | Manifestazione    | Sede       | Evento         | Risultato | Prestazione | Note |
| ---- | ----------------- | ---------- | -------------- | --------- | ----------- | ---- |
| 1994 | Mondiali juniores | Lisbona    | Salto in lungo | Argento   | 6,64 m      |      |
| 1995 | Mondiali indoor   | Barcellona | Salto in lungo | dns (q)   | dns (q)     |      |
| 1997 | Europei U23       | Turku      | Salto triplo   | Bronzo    | 13,88 m     |      |
| 2002 | Europei           | Monaco     | Salto triplo   | Argento   | 14,83 m     | w    |